# Gickelsburg
Die Gickelsburg im Taunus ist eine 470,9 m ü. NHN hohe Erhebung bei der Kernstadt von Friedrichsdorf im hessischen Hochtaunuskreis. Auf der Gipfelregion liegt der Ringwall Gickelsburg.

## Geographie

### Lage
Die Gickelsburg erhebt sich im Naturpark Taunus. Ihr Gipfel liegt 4 km westnordwestlich der Kernstadt von Friedrichsdorf, 3 km nördlich von Dornholzhausen und 3,3 km nordwestlich von Kirdorf, zwei Stadtteilen von Bad Homburg vor der Höhe. Während die Grenze beider Städte über die Südwestflanke der Erhebung verläuft, liegt ihre Gipfelregion im Stadtgebiet von Friedrichsdorf. Nördlich liegt die Wehrheimer Saalburgsiedlung mit dem Bahnhof Saalburg und dem Freizeitpark Lochmühle.
Nördlich vorbei an der Gickelsburg fließt der Erlenbach. Östlich erhebt sich der Hesselberg (461 m) und westnordwestlich der Fröhlichemannskopf (480,6 m); jenseits des zuletzt genannten Berges liegt an der Bundesstraße 456 die Saalburg.

### Naturräumliche Zuordnung
Der Gickelsburg gehört in der naturräumlichen Haupteinheitengruppe Taunus (Nr. 30) und in der Haupteinheit Hoher Taunus (301) zur Untereinheit Winterstein-Taunuskamm (301.4), an die sich im Südwesten die bergnahe Untereinheit Feldberg-Taunuskamm (301.3) anschließt. Nach Süden bis Südosten fällt die Landschaft in die Untereinheit Homburger Vortaunus (300.3) ab, die zur Haupteinheit Vortaunus (300) zählt. Nach Nordwesten leitet sie in die Untereinheit Usinger Becken (302.5) über, die zur Haupteinheit Östlicher Hintertaunus (302) gehört.

## Schutzgebiete
Auf der gemeinsamen Südflanke von Gickelsburg und Hesselberg liegt das Naturschutzgebiet Kirdorfer Feld bei Bad Homburg (CDDA-Nr. 164099; 1986 ausgewiesen; 55,33 ha groß). Es ist vom gleichnamigen Landschaftsschutzgebiet (CDDA-Nr. 378499; 1996; 79,15 ha) umgeben. Beide liegen im ebenfalls gleichnamigen Fauna-Flora-Habitat-Gebiet (FFH-Nr. 5717-301; 1,3448 km²).

## Ringwall Gickelsburg
Auf der Gickelsburg befand sich um 500 v. Chr. eine keltische Ringwallsiedlung aus der Hallstattzeit – als Ringwall Gickelsburg bekannt. Ihr Bereich ist als Bodendenkmal nach dem Hessischen Denkmalschutzgesetz ausgewiesen. Nachforschungen und gezieltes Sammeln von Funden sind genehmigungspflichtig, Zufallsfunde an die Denkmalbehörden zu melden.

## Wasserleitung
Von der Fahrborn-Quelle, die auf dem Südwesthang der Gickelsburg liegt, wurde mit Unterstützung des Landgrafen Friedrich V. von Hessen-Homburg am 27. November 1827 eine hölzerne Wasserleitung zur Versorgung von Dillingen in Betrieb genommen, die später verfiel.